# Alexandra Savenkova
Alexandra Savenkova (11 de abril de 1996) es una deportista rusa que compitió en tiro con arco, en la modalidad de arco compuesto.
Ganó una medalla en el Campeonato Mundial de Tiro con Arco en Sala de 2018, dos medallas en el Campeonato Europeo de Tiro con Arco al Aire Libre de 2016 y seis medallas en el Campeonato Europeo de Tiro con Arco en Sala entre los años 2017 y 2022.

## Palmarés internacional
| Campeonato Mundial en Sala       | Campeonato Mundial en Sala | Campeonato Mundial en Sala | Campeonato Mundial en Sala |
| Año                              | Lugar                      | Medalla                    | Prueba                     |
| -------------------------------- | -------------------------- | -------------------------- | -------------------------- |
| 2018                             | Yankton (Estados Unidos)   | Medalla de plata           | Equipo                     |
| Campeonato Europeo al Aire Libre |                            |                            |                            |
| Año                              | Lugar                      | Medalla                    | Prueba                     |
| 2016                             | Nottingham (Reino Unido)   | Medalla de plata           | Individual                 |
| 2016                             | Nottingham (Reino Unido)   | Medalla de plata           | Equipo                     |
| Campeonato Europeo en Sala       |                            |                            |                            |
| Año                              | Lugar                      | Medalla                    | Prueba                     |
| 2017                             | Vittel (Francia)           | Medalla de oro             | Individual                 |
| 2017                             | Vittel (Francia)           | Medalla de bronce          | Equipo                     |
| 2019                             | Samsun (Turquía)           | Medalla de oro             | Equipo                     |
| 2019                             | Samsun (Turquía)           | Medalla de plata           | Individual                 |
| 2022                             | Laško (Eslovenia)          | Medalla de oro             | Equipo                     |
| 2022                             | Laško (Eslovenia)          | Medalla de bronce          | Individual                 |